# Марґарет Дінґелдейн
Марґарет Дінґелдейн (англ. Margaret Dingeldein, 30 травня 1980) — американська ватерполістка.
Призерка Олімпійських Ігор 2004 року.
Чемпіонка світу з водних видів спорту 2003 року.